# Росава (завод)
ПрАТ «Росава» (англ. ROSAVA) — виробничий комплекс з виробництва шин та гумовотехнічних виробів, що розташований у Білій Церкві (Київська область), за 74 км від Києва. Потужності виробництва досягають близько 6 млн шин на рік. Датою народження, вважається день випуску першої шини — 22 грудня 1972 року. 

## Історія підприємства
1964 — ⁣1972 — будівництво Білоцерківського комбінату шин і гумоазбестових шин.
22 грудня 1972 — випуск першої шини.
1973 — випуск мільйонної камери і мільйонної шини.
1980 — проведена реконструкція підготовчого цеху
1982 — проведена реконструкція виробництва шин для легкових автомобілів
1987 — створено об'єднання «Білоцерківшина».
1988 — введені в експлуатацію потужності шинного заводу № 2.
1992 — проведена технічна реконструкція виробництва вантажного потоку 
1996 — перетворене у ВАТ «Росава».
1998 — за ініціативою акціонерів ВАТ «Росава» створено ЗАТ «СП „Росава“».
2001 — система управління якістю сертифікована на відповідність міжнародному стандарту ISO 9001:1994.
2003 — система управління якістю сертифікована на відповідність міжнародному стандарту ISO 9001:2000.
2004 — створено ЗАТ «Росава».
2005 — розпочато комплексну програму модернізації виробництва;
- випуск понад 100 типорозмірів шин;
- відкрито виробництво великогабаритних шин для сільгосптехніки.

2006 — виробництво на новому німецькому обладнанні зимових шин медіум класу серії WQ для легкових автомобілів
2007 — випуск на новому обладнанні літніх шин медіум класу серії SQ-201;
- шини медіум класу серій WQ і SQ отримали сертифікати (Чехія IGTT) про відповідність рівня шуму вимогам ЄК.

2008 — в рамках програми модернізації виробництва закуплено та встановлено нове обладнання;
- випуск понад 150 типорозмірів шин;
- виробництво нових моделей шин:
  - шини для сільськогосподарської техніки 10.075-15.3 Ф-274, 13.6R38 TR-07, 21.3-24 ІЯВ-79У;
  - шина для вантажних автомобілів 8,25 R20 BC-57 У-2 нова норма шаровості 12;
  - зимові шини для комерційного транспорту LTW-301.

2009 — отримано сертифікат INMETRO (Бразилія).
2011 — ЗАТ «Росава» перейменоване у ПрАТ «Росава».
7 вересня 2014 — головою правління та генеральним директором призначений О. А. Даліба.
З 2016 року завод почав серйозну модернізацію обладнання, що дозволило йому експортувати продукцію до країн Європейського союзу.
За підсумками 2017 року звітності компанії був відображений збиток. Він збільшився в порівнянні з фінансовими результатами 2016 року у 73,8% або на 304,8 млн грн. Збитки за результатами минулого року склали 717,8 млн грн. і скоротили чистий дохід в 1,7 рази або на 626,657 млн грн. до 875,272 млн грн.
30 квітня 2018 — на загальних зборах акціонерів було прийнято рішення про ліквідацію підприємства. 
4 травня 2018 — прийнято рішення щодо реструктуризації підприємства в рамках чинного законодавства України та відповідності вимогам ринку про поділ різних сегментів: виробництва шин, їх реалізації, маркетингової стратегії. У пресслужбі також зазначили, що реструктуризація передбачає повне збереження робочих місць, нарощування обсягів виробництва, додаткові інвестиції, а також створення нових робочих місць.

## Основні види діяльності
Основні види діяльності:
- Виробництво шин для легкових автомобілів, комерційного транспорту, сільськогосподарської техніки;
- Виробництво товарних гумових сумішей;
- Виробництво гумовотехнічних виробів.

## Продукція
Асортимент продукції становить близько 200 типорозмірів шин для легкових, вантажних автомобілів, дорожньо-будівельної та сільськогосподарської техніки. Шини забезпечують безпеку і комфорт на будь-якому дорожньому покритті незалежно від кліматичних умов.
ПрАТ «Росава» постійно розробляє та виводить на ринок нові конкурентоздатні шини для всіх груп автотранспортних засобів.
Поряд з традиційним асортиментом впродовж 2006⁣ — ⁣2007 років були виведені на ринок якісно нові шини:
- літні серії SQ Aqualine-201;
- зимові WQ-101, WQ-102, WQ-103, SNOWGARD.

За своїми технічними характеристиками вони забезпечують необхідні показники безпеки та комфорту. Ця продукція спроектована і вироблена на новому високотехнологічному обладнанні.
У 2008 році освоєно виробництво нових шин:
- для легких вантажних автомобілів — зимова шина LTW-301,
- для вантажних автомобілів — шина 8,25-20 У2-ВС57,
- для сільськогосподарської техніки — шини 10.075-15.3 Ф-274, 13.6R38 TR-07, 21.3-24 ІЯВ-79У.

З 2012 року випускаються шини нового покоління SNOWGARD, які мають зимовий направлений малюнок протектора, а у 2014 році асортиментний ряд лінійки SNOWGARD поповнився шинами з можливістю шипування.
У 2015 році розпочато серійне виробництво шин з дорожнім направленим малюнком протектора ITEGRO.

## Модернізація виробництва
Важливим напрямом розвитку є комплексна програма модернізації виробництва та впровадження енергоощадних технологій. З метою підвищення якості та споживчих характеристик виробленої продукції, як на внутрішньому, так і світовому ринках, закуповується і встановлюється нове високотехнологічне обладнання від відомих світових виробників.

### 2005
- Для проектування шин медіум і преміум класів закуплено та освоєно спеціалізоване програмне забезпечення PRO / Engineer (США) і «КАСКАД» (РФ). Це дало змогу з високою математичною точністю робити прорахунок технічних характеристик шин ще на стадії проектування.

### 2006
- Введений в експлуатацію новий універсальний протекторний агрегат Berstorff (Німеччина) — підвищення зчіпних характеристик шини з дорогою відповідно до сучасних вимог безпеки.

### 2007
- Введення в експлуатацію випробувального стенда «ОКА» дозволило контролювати параметри шин в різних режимах і при великих швидкостях.

- Здійснено технічне переозброєння основного технологічного обладнання та забезпечення програмними комплексами фірм «Festa», «Simens», «Danfoss».

### 2008
- Введено в експлуатацію перша лінійка (10 шт.) форматорів-вулканізаторів КНР46-150 фірми Harburg Freudenberger (Німеччина), що дозволило розширити можливості виробництва легкових шин з посадковим діаметром обода до 16 і 17 дюймів, значно скоротити витрати на енергетику і трудовитрати, підвищити якість вироблених шин.

- Введено в експлуатацію компресорно-насосне обладнання компанії Samsung: три компресори, три градирні та три осушувачі повітря.

- Проведено запуск нового етикетувального обладнання фірми «Label Air», США.

### 2009
- Введено в експлуатацію кільцеробний агрегат «ЛІБЕПАЛ», фірми «VIPO» (Словаччина) — підвищено точність виготовлення бортових кілець, поліпшені характеристики динамічного дисбалансу і силової неоднорідності, що забезпечило відмінне балансування шин.
- Здано до пусконалагоджувальних робіт енергоджерело, розташований на території виробництва великогабаритних шин. Котельне обладнання закуплене у фірми VIESVIESSMANN Vitomax (Німеччина), яка є світовим лідером у виробництві опалювальної техніки.

### 2012
- лінія по випуску гермошару для легкових і легких вантажних автомобілів «Krauss Maffei Berstorff» (Німеччина);
- 2 машини розкрою екрануючого шару брекера «SPOOLEX S. A. S» (Франція);
- пристрій закачування протекторів в котушки «Krauss Maffei Berstorff» (Німеччина).
- 2 складальні універсальні агрегати (з поєднанням I та II стадії складання шин) «Harburg Freudenberger» (Німеччина).

## Сертифікація
Висока якість продукції підтверджена міжнародними та національними сертифікатами:
- ISO 9001:2000 від компанії TNO Certification (Нідерланди).
- Сертифікат про відповідність рівня шуму вимогам ЄК (IGTT as, Чехія).
- Сертифікат відповідності INMETRO (Бразилія).
- Технічні результати незалежного тестування компанією Cooper Tire & Rubber Company Europe Ltd (Велика Британія).
- Міжнародне Правило 30 ЄЕК ООН.
- Міжнародне Правило 50 ЄЕК ООН.
- Міжнародне Правило 54 ЄЕК ООН.
- Система сертифікації Російської Федерації.
- Система сертифікації Республіки Білорусь.
- Сертифікат «Укрсепро» (Україна).

Один з головних напрямів розвитку компанії — акцент на якість. Наявність сертифікатів дає можливість поставляти продукцію споживачам у всі країни світу.

## Партнери ПрАТ «Росава»
Компанія постачає продукцію на первинний і вторинний ринок.
ПрАТ «Росава» співпрацює з автоскладальними підприємствами України, Франції, Словаччини.
Україна:
- ХК «АвтоКрАЗ» (на різні модифікації автомобілів КрАЗ).
- Корпорація «УкрАВТО» (ЗАТ «ЗАЗ») (Lanos, Sens, Славута ЗАЗ).
- Корпорація «Богдан» (ДП «Автоскладальний завод № 1» ПАТ «Автомобільна компанія „Богдан Моторс“») (складання автомобілів ВАЗ).
- ВАТ «Червона зірка» (сівалки зернові, кукурудзяні, універсальні).
- ВАТ «Уманьфермаш» (культиватори, борони, агрегати обробки ґрунту).
- ВАТ НП «БілоцерківМАЗ» (кормозбиральні комбайни).
- ТОВ «Херсонський машинобудівний завод» (зернозбиральні комбайни «Славутич»).

Росія:
- ВАТ «АвтоВАЗ» (автомобілі сімейства ВАЗ).
- ТОВ «Дормашина» (КОТКИ, асфальтоукладальники).
- ТОВ КЗ «Ростсельмаш» (комбайни ДОН 680 М, ВЕКТОР НИВА-Ефект, ACROS 530—540).
- ТОВ «Брянський Арсенал» (грейдери).

В Україні компанія працює через дилерську мережу і Торговий Дім «Росава», який має представництва у 10 містах України — Київ, Біла Церква, Чернігів, Черкаси, Кропивницький, Запоріжжя, Дніпро, Харків тощо. 